# Fiona May

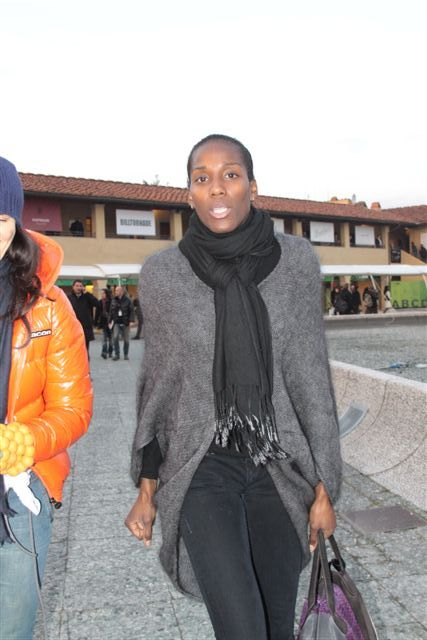
Fiona May

Fiona May (Slough, 12 de diciembre de 1969) es una atleta italiana de origen británico especialista en salto de longitud.
Británica de nacimiento, de padres jamaicanos. Consiguió los títulos europeo y mundial júnior en 1988. Fue seleccionada por Reino Unido para participar en los Juegos Olímpicos de Barcelona 1992. En 1994 consiguió la nacionalidad italiana y empezó a representar a Italia en las competiciones europeas obteniendo a partir de ese momento los mejores resultados de su carrera.

## Palmarés

### Juegos Olímpicos de verano
- Medalla de plata en los Juegos Olímpicos de Atlanta 1996
- Medalla de plata en los Juegos Olímpicos de Sídney 2000

### Campeonatos del Mundo de Atletismo
- Medalla de oro en los Campeonato Mundial de Atletismo de 1995 en Gotemburgo
- Medalla de bronce en los Campeonato Mundial de Atletismo de 1997 de Atenas
- Medalla de plata en los Campeonato Mundial de Atletismo de 1999 de Sevilla
- Medalla de oro en los Campeonato Mundial de Atletismo de 2001 de Edmonton

## Mejores marcas
- Salto de longitud - 7,11m (Budapest, 22 de agosto de 1998)
- Triple Salto - 14,64m (San Petersburgo, 27 de junio de 1998)